# Tião Mendes
Sebastião Mendes, mais conhecido como Tião Mendes, é um ex-corredor brasileiro em provas de média distância. Um dos melhores atletas brasileiros nas corridas de média distância no final da década de 1950 e em toda a década de 1960, principalmente nos 1500 e 3000 metros. Foi um dos atletas brasileiros nos Jogos Olímpicos de Roma-1960. Como atleta do Clube de Regatas do Flamengo, conquistou de 1952 a 1970 inúmeras glórias para o rubro-negro, levantando importantes títulos estaduais e nacionais. Por conta disso, seu nome está eternizado na Calçada da Fama do Clube.

## Carreira
A primeira corrida de Tião Mendes foi em 5 de janeiro de 1952, em provas preparatórias para o Campeonato Sul-Americano. Em 27 de abril daquele ano, colocou a primeira medalha no peito, na prova de 3.000m “Corrida Rústica do Horto Florestal”. Em 25 de maio, foi registrado, oficialmente, pelo Clube de Regatas do Flamengo, junto à Federação Metropolitana de Atletismo. A sua estreia como flamenguista, porém, se daria somente em 28 de junho, disputando e vencendo os 3.000m da prova do Campeonato Carioca de Estreantes. Na categoria Novíssimos, foi prata, nos mesmos 3.000 metros. No Carioca Junior, em 10 de agosto, venceu os 5.000m, cravando 15min.52s3, o primeiro recorde.
Ainda em 1952, no Campeonato Carioca para adultos, levou para o clube a prata dos 5.000 e dos 10.000m, e o bronze da “steeple chase”.
No ano seguinte, Tião Mendes estreou no Campeonato Brasileiro de Atletismo, sem medalhas. Em 1954, ele manteve o recorde carioca dos 1.500 m (3min58s7); o brasileiro dos dos 3.000m (8min39s6); o carioca dos 5.000 (15.08s2) e a melhor marca carioca do “steeple chase” (9min30s3).

### Jogos Olímpicos
Foi aos Jogos Olímpicos de Roma, em 1960, onde estava credenciado para competir nos 3.000 metros com obstáculos. Um acidente no vestiário, momentos antes da competição, porém, o impediu de participar da prova.

## Conquistas
- Prova Rústica do Horto Florestal: 1952[5]
- Prova Rústica do Grajaú: 1952
- Prova Rústica da Lagoa: 1953
- Medalha de prata nos Jogos an-Americanos de 1963 (3.000 metros com obstáculos)[6]

### Honrarias
- Em 1989, foi agraciado com a Medalha de Mérito da CBAT.[6]
- Em 2000, seu nome foi incluído na Calçada da Fama do Clube de Regatas do Flamengo[4]

## Ver Também
- Lista de atletas do Clube de Regatas do Flamengo em Jogos Olímpicos